# Галеацо II Висконти
Вижте пояснителната страница за други личности с името Галеацо Висконти.
Галеацо II Висконти (на италиански: Galeazzo II. Visconti; * 14 март 1320, Милано, Сеньория Милано; † 4 август 1378, Павия, Сеньора Милано) от фамилията Висконти, е от 1349 до 1378 г. съгосподар на Милано заедно с братята си Матео II и Бернабо, както и господар на Алесандрия, Алба, Асти, Комо, Тортона, Новара, Павия, Верчели и от 1355 г. господар и на Бобио и Пиаченца.
Основава Павийския университет и Библиотеката на Висконти в Павия.

## Произход
Той е вторият син на Стефано Висконти (* 1288, † 1327), господар на Милано, и Валентина Дория (* 1290, † 1359). Негови дядо и баба по бащина линия са Матео I Висконти, господар на Милано, и Бонакоса Бори, а по майчина – Бернабо Дория и Елиана Фиески. Има трима братя и две сестри:
- Грандиана, нар. Диана (* ок. 1318, † неиз.), съпруга на Рамон де Виларагут и де Сария, барон на Трипи и господар на Алкайсия и Солана, генерал-капитан и адмирал на армията на Сицилианското кралство
- Матео II (* ок. 1319, † 1355), господар на Лоди, Пиаченца, Бобио, Парма и Болоня и съгосподар на Милано (1349 – 1355) заедно с братята си Галеацо и Бернабо; съпруг на Джильола Гонзага
- Бернабо (* 1321 или 1323, † 1385), господар на Бергамо, Бреша, Кремона, Сончино, Лонато и Валкамоника и съгосподар на Милано заедно с братятата си Галеацо и Матео II
- Джовани
- Катерина, съпруга на Джакомино Валперга

## Биография

### Младежки години
Данните, свързани с детството му, са оскъдни.
През 1340 г. заедно с братята си Матео и Бернабо той се присъединява към заговора на Франческо Пустерла срещу чичо им Лукино Висконти, тогавашен господар на Милано. Заговорът е осуетен и Пустерла елиминиран, но Лукино не намира доказателства срещу племенниците си.
През 1343 г. Галеацо тръгва от Венеция на поклонение в Йерусалим след Вилхелм II Хегенау, който го прави рицар в базиликата на Божи гроб. След завръщането си живее около година във Фландрия в двора на граф Лудвиг I, след което се завръща в Милано, придружен от двама рицари от това семейство.
През 1346 г. нов заговор му коства изгнание заедно с братята му, прогонени от чичовците им Лукино и архиепископ Джовани Висконти. Галеацо също е заподозрян като любовник на съпругата на Лукино, генуезката Изабела Фиески. Изгнанието кара Галеацо да избяга при приятеля си, графа на Хегенау, във Фландрия, където вероятно участва в няколко военни сблъсъка заедно с него.

### Вземане на властта
Галеацо се завръща в Милано след смъртта на Лукино Висконти през 1349 г., извикан от неговия чичо архиепископ Джовани заедно с другите си братя. Джовани му дава дворец в квартал Порта Ориентале. След това Галеацо е назначен да управлява Болоня от името на сем. Висконти.
През 1350 г. се жени за Бианка Савойска, дъщеря на граф Аймон Савойски. Бракът, почти сигурно организиран от архиепископ Джовани, който по същото време жени брат му Бернабо за потомка на могъщия род Скалиджери от Верона, очевидно цели да гарантира стабилна западна граница на владението на Висконти, която сега докосва границите на владенията на Савойците.
През 1350 г. Галеацо е изпратен от Джовани Висконти да окупира Болоня начело на голяма армия.
През 1354 г., след смъртта на архиепископ Джовани, властта над Милано преминава към тримата синове на Стефано Висконти. Докато Матео II окупира подпаданската част на миланското владение, на Бернабо са дадени най-източните владения, граничещи със земите на сем. Скалиджери, а на Галеацо – западните земи, близо до владението на Савойците: Комо, Новара, Верчели, Асти, Алба, Тортона, Алесандрия и Виджевано. Град Милано се управлява съвместно от тримата братя, които последователно избират кмета. Само град Генуа и околностите му остават общо притежание.
На 26 септември 1355 г. Матео II умира, вероятно отровен от двамата братя, които след това си поделят владението.

### Кампания на папа Инокентий VI срещу Висконти
През 1356 г. избухва война между Висконти и съюз, съставен от семействата Скалиджери, Есте, Гонзага, Да Карара и Болоня, Монферат, Павия, и император Карл IV Люксембургски, представляван от неговия викарий Марквард I фон Рандек, епископ на Аугсбург. Двамата господари на Милано са обвинени в предоставяне на църковни постове в знак на неуважение към папата, в това че са получили власт чрез насилие, че са поставили капани за императора в Пиза и че са затворили портите на града пред него по време на завръщането му в Германия. Войските на Бернабо нахлуват в района на Болоня и Мантуа, обсаждайки Сан Поло д'Енца и Боргофорте, но са победени и принудени да отстъпят. Галеацо трябва да се защити от Джовани II Монфератски, който успява да превземе Асти, Алба, Кераско и други пиемонтски замъци с по-малко значение.
Междувременно Павия, тогава управлявана от семейство Бекария, решава да се постави под закрилата на Монферат. Тогава Галеацо решава да я изпревари, като обсажда града по вода и суша. След две седмици обсада той оставя операциите на Пандолфо II Малатеста, син на владетеля на Римини, който строи три замъка от дърво. На 27 май хората от Павия извършват голям набег, атакувайки както флотата, така и армията на Висконти, като успяват да я обърнат в бягство и да пленят голяма част от провизиите, корабите и обсадните машини. На 8 септември, след двадесет дни обсада, войските на Галеацо успяват да превземат Гарласко.
През октомври граф Ландо и Марквард фон Рандек заедно с техните италиански съюзници плячкосват околностите на Парма, Пиаченца и Милано с армия от около 6000 души, лагеруващи около Маджента. Йоан II Монфератски се присъединява към тях с хиляда пехотинци и поисква командването на армията от кондотиера Конрад фон Ландау (граф Ландо). Йоан II обаче получава отказ, защото Конрад не иска да има никого над себе си и защото възнамерява да се забави, за да ограби богатата миланска провинция, вместо да се прицелва директно в Милано, както е бил посъветван от Джовани Висконти да Оледжо. Маркизът на Монферат, раздразнен от отказа, изоставя граф Ландо и се насочва към Новара, като успява да я превземе, след като кастеланът храбро се защитава. Междувременно флотът на Павия разрушава моста на Виджевано, построен от Лукино Висконти, за да улесни транзита на техните кораби, натоварени с плячка, получена от плячкосването.

#### Битка при Казорате
Галеацо II и брат му Бернабо използват разногласията между враговете, за да се реорганизират: те създават ровове, снабдени с бастиони, около селата на Милано, тоест частта от града извън стените, и набират хора в цяла Ломбардия, поставяйки начело Лодризио Висконти, Пандолфо II Малатеста и Франческо д'Есте; скоро към тях се присъединяват Валериано Кастракани и Пиетро Мандели. Граф Ландо, след като ограбва и извършва всякакви видове насилие срещу Кастано, ограбва Розате, разположено на пътя, който трябва да го отведе до зимните квартири близо до Павия. На 13 ноември, установявайки, че враговете нямат намерение да обсаждат града, армията на Висконти напуска Милано и лагерува близо до Казорате, на три мили южно от Розате, отрязвайки пътя на врага. Генералите разположагат 4200 конници по пътя за Павия и 2000 пехотинци от всяка страна на пътя зад гъсти лозя, така че да направят невъзможен вражески конен удар. На 14 ноември те изпращат малки отряди от около двадесет конници, всеки от които водят Кастракани срещу ариергарда на Ландо, който възнамерява да пресече река Тичино. След като се срещат и вкарват врага в кратки сблъсъци, миланската кавалерия веднага избягва с намерението да го примами в капана. Ландо се хваща на стръвта и след като стига до участъка от пътя близо до лозята, атакува миланската кавалерия, която блокира пътя, разчитайки на численото превъзходство на хората си. Поддава се, преструвайки се, че отстъпва, но Ландо веднага е атакуван от фланговете от пехотата на Висконти, която убива конете му с лъкове и арбалети и след това се хвърля срещу пешаците, вземайки ги пленници. След като унищожават първия армейски корпус, Висконти атакуват втория, като лесно успяват да го принудят да избяга. Лигата срещу Висконти губи 1500 души мъртви и ранени; граф Ландо, Марквард фон Рандек, Раймондино Лупи от Сораня, Дондачо Малвичини и Малкалцато, генерал на Монферат, са пленени, заедно с почти всички капитани и двеста конници. Изглежда, че след това граф Ландо успява да избяга в Новара, като подкупва двама германски тъмничари.
На 17 ноември, възползвайки се от ситуацията, Генуа и градовете на Лигурийската ривиера гонят кмета Биаджо Капели и губернатора Мафео Мандели, които са нарушили условията за доброволно предаване на Висконти с присъединяването си към лигата. Висконти изпраща там Симоне Боканегра, за да се опита да възстанови спокойствието, но той се възползва от възможността да се присъедини към войските на Пиза, които го чакат, и да бъде провъзгласен за дож. Генуезците бързо успяват да овладеят цялото крайбрежие от Монако до Сардзана.
През лятото на 1357 г. офанзивата на Бернабо в района на Мантуа и в Емилия се оказва неуспешна. Възползвайки се от победата, хората от Болоня и Мантуа изпращат милиции в района на Милано, които, присъединявайки се към тези от Монферат, разграбват областите на Милано, Лоди, Кремона и Мантуа, заплашвайки Касано, докато Уголино Гонзага първо обсажда Новара, която е почти беззащитна и се предава, а след това Верчели.
На 6 април 1358 г. в Милано се открива мирна конференция, която продължава до 8 юни: Висконти се съюзяват с господарствата на Мантуа, Ферара и Падуа, а градовете Новара и Алба се връщат под властта на Висконти, които обаче са принудени да разрушат укрепленията в района на Новара и да отстъпят Нови, Боргофорте и завзетите замъци в района на Ферара, докато Асти и Павия остават под управлението на Маркграфство Монферат; накрая Катерина Висконти, дъщеря на Матео II, се омъжва за Уголино Гонзага, Марко Висконти, син на Бернабо, се сгодява за дъщеря на Франческо да Карара, а Мария Висконти, дъщеря на Галеацо II, е обещана за жена на един от синовете на Джовани II Монфератски. Историкът Джулини заявява, че започването на мирни преговори е възможно именно поради егоизма на последния, който, както се вижда, твърди, че ръководи армията на лигата, без обаче да споделя нейните завоевания. През септември 1358 г. се ражда Родолфо Висконти, четвъртият син на Бернабо от съпругата му Беатриче Реджина дела Скала, и е сключен бракът между Катерина и Уголино.

#### Обсада и завоюване на Павия
Междувременно в Павия избухва бунт: хората, водени от августинския монах Якопо Бусолари, гонят сем. Бекария от града заедно с техните привърженици и разрушават всичките им къщи. Въпреки че формално Павия остава под контрола на маркиза на Монферат Джовани II, всъщност се управлява от Бусолари, който установява народно правителство в града. След това Бекария се съгласяват с Галеацо II да отмъстят на Бусолари и успяват да отприщят въстание срещу хората от Павия заедно със сем. Ланди, които карат да преминат на страна на Висконти много села, общности и замъци в областите Павия и Олтрепо, като Вогера и Брони (където сем. Бекария притежават огромни феодални права).
През март 1358 г. Бернабо заедно с брат си Галеацо се връща да обсажда Павия с армия под командването на Лукино дал Верме, поставяйки войските пред Порта Маренга. През април миланският флот успява да победи флота на Павия и градът също е обсаден от река. Междувременно Бусолари назначава двадесет трибуни, по един на окръг, със задачата да наемат колкото се може повече роти от сто души всяка с четирима капитани на рота, докато неговата личност ще бъде защитена от гвардия от шестдесет души. Всичко е финансирано от продажбата на дрехите и бижутата на гражданите, които свободно се отървават от тях, вярвайки на монаха. Под ръководството на Антонио Лупо да Парма и с помощта на войските на маркиза на Монферат, който е на лагер в Басиняна, жителите на Павия извършват нападение, в което успяват да разбият армията на Галеацо, причинявайки много смъртни случаи и пленници. Галеацо обаче бързо събира друга армия и се връща да обсажда града заедно с брат си, до такава степен че през ноември гражданите, изтощени от глад и разпространение на епидемия, решават да се предадат на Протазио Каими. Бусолари е съден и след това затворен доживот в манастир в района на Верчели.
Галеацо II, нетърпелив да постигне по-голяма автономия от брат си Бернабо, но преди всичко, след превземането на Павия, искайки да основе произхода и легитимността на властта си, като се позовава на лангобардските суверени (от които Висконти твърдят, че произлизат) и на Кралство Италия, решава да изостави Милано и да премести двора в Павия, като се има предвид, че в миналото градът е бил едновременно столица на Лангобардското кралство и на Италия. Очевидно проектът е бил обмислян от дълго време от господаря, дотолкова че само няколко месеца след завладяването строителните работи на замъка – бъдещото седалище на неговия двор, вече са започнали. През ноември 1360 г. Галеацо II жени сина си Джан Галеацо за сестрата на краля на Франция Изабела дьо Валоа, като плаща огромната сума от 500 000 златни гулдена и получава Графство Вертус в замяна. За да събере такава сума, той трябва да наложи тежки данъци върху миряните и духовниците. Същата година той плаща щедро на граф Ландо, като го убеждава да изостави маркиза на Монферат. 2000 мъже от неговата дружина остават временно в Павия, след което преминават на служба при папата.

### Бялата дружина и чумна епидемия от 1361 г.
На 26 юли 1361 г., в битката при Сан Руфило, войските на Висконти на Бернабо, които не се отказват от Болоня, са тежко победени от имперските сили, водени от Галеото I Малатеста. Междувременно Йоан II Монфератски успява да наеме английска наемна рота от 10 хил. души във Франция и я изпраща да ограби областите на Верчели и Новара. Англичаните извършват всякакви видове насилие, но тъй като Галеацо е съборил много замъци в тази територия и е укрепил добре Новара, те не губят време в дълги обсади, и след като взимат голяма плячка, се връщат в Монферат. За съжаление това, което оставят след себе си, е чума, която причинява десетки хиляди смъртни случаи в цяла Ломбардия, убивайки две трети от жителите на района на Новара и половината от населението на Милано. За да се опитат да избягат от едпидемията, миланските благородници се оттеглят в замъците в провинцията, Галеацо II в този на Монца, а Бернабо в този на Меленяно. Болестта засяга миланците около шест месеца.
През 1362 г. след провала на мирните преговори с новия папа Урбан V и формирането на нова антивисконтска лига, Бернабо изпраща две армии, едната срещу Пескиера, а другата срещу Солара, но и двете са победени от Малатеста Унгаро. След това гвелфите от Бреша се разбунтуват срещу Висконти и превземат много замъци в провинцията и след това се поставят под защитата на Кансиньорио дела Скала. Този път Бернабо успява да потуши бунта и да екзекутира водачите му. На 14 октомври 1362 г. Уголино Гонзага е убит от братята си, съпругата му Катерина Висконти бяга в Милано и Бернабо, след като получава мотив за война, атакува Мантуа, управлявана от капитана на народа Гуидо Гонзага. Зает да се бори на твърде много фронтове, Бернабо приема посредничеството на краля на Франция [[Жан II], за да прекрати конфликта с новия папа под натиска на Галеацо II.
На западния фронт маркизът на Монферат, след като се съюзява със Симоне Боканегра, отново изпраща Бялата рота под командването на Алберт Щерц, за да опустоши околностите на Новара и Павия. Междувременно Боканегра поставя Лукино Новело Висконти, незаконен син на Лукино Висконти, който още не е навършил шестнадесет години, начело на армията си и го изпраща да обсади Тортона – начинание, в което той се проваля. Галеацо отговаря, като създава отбранителен съюз с Амадей VI Савойски, който атакува Монферат от запад, превземайки Асти. След това е заловен от англичаните и е принуден да се откупи със 180 000 златни гулдена.
В района на Павия германските наемници, принадлежащи към дружината на граф Ландо, принудени да преминат в отбрана, неспособни да извършват нападения и получаващи месеци закъснение от Галеацо, не се бият със същата жар като врага. Само унгарците и италианските войници под командването на Лукино дал Верме се противопоставят на англичаните. След разкриването на кражбите от някои от неговите администратори, липсата на ангажираност от страна на войниците и бунта на Вогера, Галеацо широко прибягва до изтезания и множество смъртни присъди, за да възстанови реда. В края на годината, за да спре, той започва мирни преговори с врага, които обаче не довеждат до резултат. Всъщност англичаните се насочват от Романяно към Гарласко, прекосяват река Тичино на кон, нахлуват в района на Милано и на 4 януари 1363 г., превземат Корбета и Маджента. От тези два града те се разпръсват в различни отряди, които изненадващо заловиха около 600 милански благородници в Леняно, Седриано, Витуоне, Нервиано и Кастано, и заграбват бижутата на техните съпруги; техният откуп възлиза на 100 хил. флорина. Галеацо изпраща Аничино ди Монгардо да командва германците да се опитат да ги спрат, но те го очакват и успяват да прекосят Тичино отново, след като изоставят конете си и въпреки че е гарнизонирана от кораби. На 25 януари 1363 г. те атакуват Басиняна и малко след Боргоманеро, без обаче да успеят да ги превземат поради пристигането на триста пешаци на Висконти. През април е ред на Бриона. В този момент Джовани Каими, капитан на народа на Новара, успява да убеди ленивия граф Ландо да се противопостави на англичаните. Висконти достигат англичаните при Понте Кантурино, близо до Романяно, и ги атакуват, разпръсквайки ги. Англичаните обаче получават подкрепления от близките замъци и контраатакуват в Геме, като затварят Каими и раняват смъртоносно граф Ландо. Накрая Галеацо успява да се освободи от Бялата рота благодарение на пизанците, които я наемат, тъй като имат нужда от хора, за да водят война срещу флорентинците. Тогава Лукино дал Верме успява да си върне голяма част от изгубените замъци в района на Новара, Тортона и Павия.

### Болонски мир
Конфликтите между Бернабо Висконти и папата и между Галеацо II и Йоан II Монфератски са прекратени на 3 март 1364 г. с мирен договор, който гарантира на Висконти прекомерната сума от 500 000 флорина на осем вноски, връщането на всички затворници и вдигането на отлъчването в замяна на отстъпването на Болоня, Луго и замъците на Модена и Болоня, както и края на преследването на църковните лица. Бернабо също получава от сем. Скалиджери замъците, които представителите му са окупирали в района на Бреша и около езерото Гарда. Постигането на мир е възможно само със замяната на Алборноз (чиято арогантност Висконти не може да понесе) с по-примирителния Андрейно от Клюни. Галеацо II трябва да остави Асти на маркиза на Монферат, но получава Алба и Новара в замяна, а след това има размяна на малки замъци.

### Преместване в замъка в Павия
След превземането на Павия, през октомври 1359 г., впечатляващото градско обновление, на което градът е подложен по заповед на Галеацо II от 1360 г. изглежда е добре обмислен план, пропит с кралско величие и посветен на придаването на стойност на спомена за ролята ѝ на столица на Лангобардското кралство първо, а след това и на Кралство Италия, която Павия има до XI век. Наследство, на което Галеацо II, а по-късно и неговият син Джан Галеацо, искат да се позоват, използвайки преди всичко спомените за ранносредновековно кралство, което Павия запазва, за да легитимират властта си и да се поставят в пряка приемственост с лангобардите и ранносредновековни крале.
През 1365 г., след като замъкът в Павия е завършен, Галеацо II се премества там с целия си двор поради възникналите разногласия с брат му Бернабо, на когото оставя Милано.

### Дипломатически и брачни съюзи
От своя замък в Павия, истинският политически център на владението на Висконти, което Бернабо разширява с непрекъснатите си конфликти, Галеацо II сключва сложна мрежа от дипломатически съюзи, за да гарантира стабилност на държавата. Вече в съюз с французите благодарение на брака на сина си Джан Галеацо, на 25 април 1368 г. той дава дъщеря си Виоланта Висконти за жена на Лайънъл Плантагенет, 1-ви херцог на Кларънс, син на крал Едуард III от Англия. И този път кралският брак е платен от Висконти с богата зестра: Виоланта носи на съпруга си 200 000 гулдена.

### Атентат на Бертолино де Систи
През 1369 г., за да създаде парка Висконти, Галеацо конфискува земите на Бертолино де Систи, гражданин на Павия. Когато последният се обръща към господаря за обезщетение, той е прогонен. След като губи голяма част от доходите си поради конфискации и не може да издържа семейството си, той решава да го убие. На 11 юли Галеацо е на конна езда, когато Бертолино, който дебне на пътеката, го напада с нож и го нарязва. Ударът обаче попада в копринена връв на мантията му, която го отклонява и отслабва, причинявайки само повърхностна рана на хълбока. Бертолино е арестуван, измъчван и накрая наразян на четири, всяка четвърт от него е окачена на една от градските порти като предупреждение към всички. Всички негови роднини са изселени от Павия.

### Нов конфликт с Йоан II Монфератски и Амадей VI Савойски
През 1369 г., след смъртта на Лайънъл, неговият управител Одоардо отказва да отстъпи Алба на Галеацо, която вместо това му принадлежи според споразуменията от Болонския мир. След това той решава да го продаде на Йоан II Монфератски за 26 000 гулдена. Това е достатъчно, за да накара Галеацо отново да обяви война на маркиза. Тъй като е зима, двете страни се ограничават до няколко нападения. По същото време Валтелина се разбунтува срещу господството му, но през 1370 г. Галеацо успява да потуши бунта, като налага примерни наказания на привържениците. През септември той превзема Валенца и на 16 ноември Казале от маркиза на Монферат.
През 1371 г. сем. Есте успява да превземе Реджо, като наема компанията на Лучо Ландо, отнемайки я от Фелтрино Гонзага. Бернабо Висконти успява да подкупи капитана на наемниците, който му дава града в замяна на голяма сума пари и след това влиза на заплата на маркиза на Монферат. Галеацо се насочва с армията си към Пиаченца, за да спре 5000 конници (и още по-многобройни пехотинци) на Ландо и да им попречи да се присъединят към войските на Монферат, но не успява. Това позволява на маркиза да не загуби никакви крепости през тази година.
През 1372 г., след смъртта на Йоан II, последният завещава градовете си на децата си, но Асти трябва да бъде разделен по равно и с Ото фон Брунсуик. Галеацо обсажда Асти, така че Ото, за да се защити от Галеацо, сключва съюз с Амадей VI Савойски. Войските на Висконти под командването на Франческо д'Есте са победени в два епизода през май и ноември същата година. След това Галеацо моли брат си за помощ, който му изпраща армия, съставена предимно от англичани, водени от Джон Хокууд. Когато английският капитан иска да влезе в битка, той е спрян от някои от съветниците на Галеацо, които, вероятно подстрекавани от Бианка Савойска, сестрата на графа, предпочитат да не приемат сблъсъка. След това Холууд решава да се оттегли от обсадата на Асти и да отиде в заплатата на папата. През 1373 г. Галеацо сключва лично примирие със Савойците, като се задължава да не му се противопоставя и да насочи военните си усилия в помощ на Бернабо срещу останалите членове на Папската лига. Новият конфликт с Църквата завършва в безизходица през 1374 г.

### Въстание на гвелфите от Валтелина
През 1370 г. Капитанеус Валистелин, т.е. губернаторът на Валтелина Тебалдо Капитанеи, назначен за такъв от херцог Ацо Висконти през 1335 г., става водач на бунта, подклаждан от основните гвелфски семейства след предишните фискални политики на Висконти, тежки за народа на Валтелина. Бунтовниците свирепо атакуват множество гибелински военни владения, включително Кастел Грумело, херцогската резиденция в долината, така че контраатаката на Галеацо II е сравнително незабавна. Сондрио, господство на Тебалдо Капитанеи, претърпява три дълги години обсада; освен това миланците, поставяйки гарнизон в дефилето Аркино (селце на Сондрио), блокираъ всяка форма на контакт с Валмаленко и препитание от прохода Мурето. През 1373 г. Тебалдо Капитанеи се предава, когато напуска Кастел Масегра, резиденцията на сем. Капитанеи, запазвайки оръжията и инсигниите си. Висконти, неспособен да се справи със ситуацията, предоставя честта на оръжието на победените.

### Смърт
Вече сериозно болен, 58-годишният Галеацо II не участва в битките, поверявайки ръководството на армията на сина си Джан Галеацо Висконти. Умира в замъка си в Павия през август 1378 г. и е погребан в базиликата „Сан Пиетро в Чел д'Оро“ в града.

## Любопитно
Галеацо II е описван от историците от онова време като добре изглеждащ, интелигентен, културен човек, добър политик и опитен юрист, но определено суетен. Той е покровител на Петрарка и го вика в Павия като учител на сина си Джан Галеацо и като дипломат. Освен това създава в замъка на Павия голяма библиотека на Висконти (по-късно обогатена от неговия син) – Библиотека Висконтеа. Създава в Павия през 1361 г. първият и единствен университет в цялата държава на Висконти.
Мотото му е souffrir m'estuet in gotisach – това мото по-късно е възприето и от брат му Бернабо, чийто герб обаче изобразява гепард или леопард вместо лъва на Галеацо.
- Една от залите на Библиотеката на Висконти
- Павийски университет

## Брак и потомство
∞ 10 септември 1350 за Бианка Мария Савойска (* 1335, † 31 декември 1387), дъщеря на граф Аймон Савойски и Виоланта Палеологина, от която има един син и една или две дъщери:
- Джан Галеацо Висконти (* 15 октомври 1351, † 3 септември 1402), херцог на Милано (11 март 1395 – 3 септември 1402), ∞ 1) 8 октомври 1360 в Милано за принцеса Изабела дьо Валоа (* 1 октомври 1348, † 11 септември 1373) – дъщеря на френския крал Жан II, от която има трима сина и една дъщеря 2) 2 октомври 1380 или ноември 1381 за Катерина Висконти (* ок. 1361, † 17 октомври 1404, отровена), дъщеря на Бернабо Висконти, от която има двама сина и една дъщеря. Има и трима извънбрачни сина от две любовници.
- Мария Висконти (* 1352, † 1362), вероятна
- Виоланта Висконти (* 1354, Павия; † ноември 1382, Павия), ∞ 1) 19 януари 1367 и 15 май 1367 в Уестминстър (договори), 28 май 1368 в Санта Мария Маджоре в Милано за Лайънъл Антверпенски (* 29 ноември 1338, † 17 октомври 1368), херцог на Кларънс, граф на Ълстър, син на английския крал Едуард III, което струва на Висконти 200.000 златни флорина. Нямат деца 2) 1377 за Ото III Палеолог, изв. като Секондото (* 1361, † 16 септ. 1378 убит), маркграф на Монферат, от когото няма деца. ∞ 3) 1381 за Лудовико Висконти (* септ. 1355, † 7 март 1404) – сеньор на Лоди, син на Бернабò Висконти, от когото има един син.

От любовницата си Маргарола да Лучино има един извъбрачен син и една извънбрачна дъщеря:
- Чезаре Висконти
- Беатриче Висконти (* 1350, † сл. 1410), ∞ 1395 за граф Джовани Ангуисола, господар на Грацано Висконти и патриций на Пиаченца, или за Балцарио Пустерла, кондотиер. Има трима сина и две дъщери.

## Архитектурно наследство
- В Милано през 1349 г. Галеацо II Висконти разрушава голяма част от Бролето Векио, построена от Матео I Висконти и разширена от Ацо Висконти, запазвайки само църквата Сан Готардо ин Корте и две кули. След това я възстановява според своя по-разкошен вкус от преди, харчейки най-малко 300 000 златни флорина. Той също така нарежда да бъдат създадени два издълбани мраморни портала за близката катедрала „Санта Мария Маджоре“.

- През 1359 г. започва изграждането на канал, който свързва Павия с Милано, по-късно известен с името Навилячо. Каналът трябва да докара вода в парка на Висконти – зелена зона, която се простира от замъка на Висконти в Павия до днешния град Чертоза ди Павия. Поради техническите трудности, възникнали по маршрута (по-специално големите разлики във височината в участъка от Бинаско до Милано), каналът никога не е завършен при неговото управление. Това става при сина му Джан Галеацо Висконти.[34]

- През 1360 г. започва изграждането на замъка на Висконти в Павия, предназначен да се превърне в открита строителна площадка за художници от френскоговоряща Европа, които разпространяват най-новите разработки на късноготическото изкуство в Италия. До него той построява огромния затворен парк, по-късно известен като Парк на Висконти, използван за лов и почивка.[35]

- През 1361 г. основава университета в Павия, който ще стане най-важният в рамките на страната и един от най-големите в Италия.

- През 1367 г. започва строежа на замък в Пиаченца.[36]

- През 1368 г. започва изграждането на крепостта Порта Джовия, която по-късно става замъкът на Сфорците.[36]